# Уровское крестьянское восстание
Уровское восстание — крестьянское восстание в Нерчинско-Заводском районе Восточно-Сибирского края РСФСР (современный Забайкальский край России), развернувшееся с 8 по 18 апреля 1931 года.
Восстание охватило сёла Усть-Берея, Алаширь, Талакан и Морон. Самостоятельно также выступили жители сёл Козулино, Ильдикан, Грязное, Гондымбой и Поперечный Зерентуй. Во главе восстания встали Максим Петрович Пичугин и Андрей Николаевич Башуров.
Главной целью восставших было противодействие набиравшей темпы коллективизации при ухудшении жизни населения и угрозе арестов. Лозунги восставших были следующего содержания: «Против Советской власти! Против насилия! Против раскулачивания! Освободим крестьян от хлебозаготовок и лесозаготовок! Да здравствуют единоличники! Идём против коммунистов и коммуны!».
Всего в восстании приняло участие около 150 человек. В ходе восстания его участники разгоняли коммуны, арестовывали активистов, совершили нападение на Ильинский пограничный пост и прошли рейдом по ряду сёл, таких как Джамбури, Хомяки, Домасово, Сивачи, Уровские Ключи, Богдать, Зерен, Горбуново. 
К 18 апреля волнения были подавлены. Небольшая часть повстанцев скрывалась в лесах до осени, а затем ушла за границу. Впоследствии члены их семей были выселены в Северный Казахстан.